# Philippe Soupault

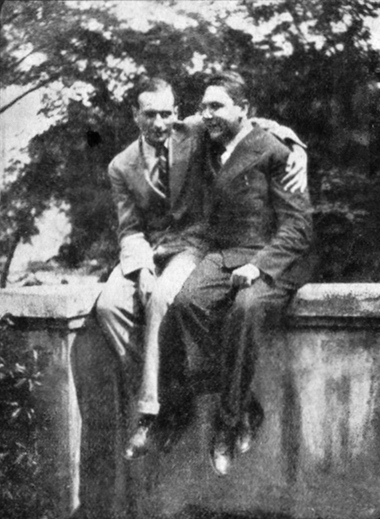
Soupault (l) en Nezval, Praag, 1928

Philippe Soupault (Chaville, bij Parijs 2 augustus 1897 – Parijs, 12 maart 1990) was een Frans schrijver en dichter en een van de grondleggers van het Franse surrealisme.

## Leven en werk
Soupault werd geboren in een welgestelde burgerfamilie. Hij studeerde rechten in Parijs, had dienst tijdens de Eerste Wereldoorlog (waarvan de zinloosheid hem enorme afkeer inboezemde) en begon daarna met dichten. Zijn eerste verzen stuurde hij aan Guillaume Apollinaire, via wie hij vervolgens in contact kwam met Louis Aragon en André Breton. Met de laatste begon hij in 1919 het avant-gardistische tijdschrift Littérature, dat als een magneet werkte op toenmalige revolutionaire geesten (James Joyce, Paul Éluard). De gedichten die in het tijdschrift verschenen, waaronder die van Soupault zelf, zouden het fundament blijken van het opkomende surrealisme. In 1920 verscheen een bekende bloemlezing uit Littérature onder de naam Les Champs magnétiques, herkenbaar beïnvloed door Comte de Lautréamont.
Na deze periode vond een zekere verwijdering plaats tussen Soupault en de groep van surrealisten (en dadaïsten), onder andere omdat Soupault zich minder dogmatisch opstelde en niet meeging in de hang naar het communisme. Uit zijn gedichten in de jaren twintig spreekt vooral een afkeer van elk literair conformisme: hij bepleit een ongerijmde vrijheid om in woorden en beelden alle scheppende krachten tot uiting te laten komen. Elke druk van buiten wijst hij af. In zijn bundel Westwego (1922) bezingt hij zijn verlangen naar alle steden van de wereld, in Georgia (1924) geeft hij een ‘flitsende’ visie op de vluchtige werkelijkheid, met een droefgeestige ondertoon.
Soupault begon in de jaren twintig ook romans te schrijven, veelal felle satires op de zakenwereld en de grootindustrie. Vaak beschrijft hij ontmenselijkte wezens, die zich in een ondergaande wereld met alle mogelijkheden en onmogelijkheden willen handhaven.
Op latere leeftijd werd Soupault ook bekend als essayist en radiomedewerker.

## Bibliografie

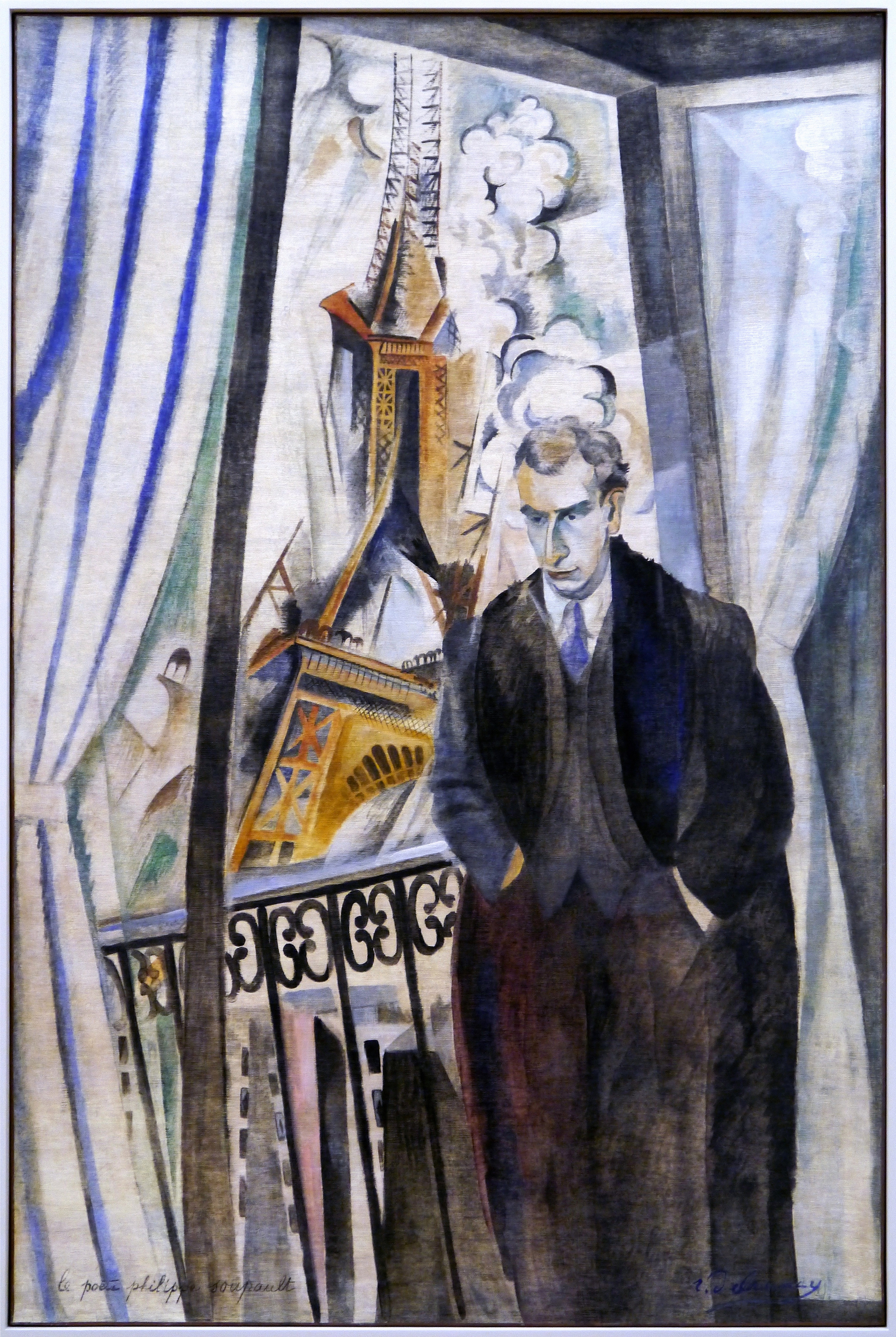
Soupault door Delaunay, 1922.

### Poëzie
- Aquarium, 1917.
- Rose des vents, 1919.
- Les Champs magnétiques - met André Breton, 1920.
- Westwego (1917-1922), 1922.
- Georgia, 1926.
- Il y a un océan - C'è un oceano, 1936.
- Poésies complètes 1917-1937.
- Ode to the Bombed London. Ode à Londres bombardée, 1944.
- Odes 1943-1946, 1946.
- L'Arme secrète, 1946.
- Message de l'île déserte (1942-1944), 1947.
- Chansons, 1949.
- Sans phrases, 1953.
- Poèmes et Poésies (1917-1973), 1973.
- Arc-en-ciel, 1979.
- Odes, 1981.
- Poèmes retrouvés 1918-1981, 1982.
- Poésies pour mes amis les enfants, 1983.
- Georgia, Épitaphes, Chansons, 1983. [Georgia en andere gedichten, vertaling en nawoord van Jan H. Mysjkin, uitgeverij Vleugels, 2023]
- Poèmes et Poésies, 1987.

### Proza
- Le Bon Apôtre, 1923.
- À la dérive, 1923.
- Les Frères Durandeau, 1924.
- Voyage d'Horace Pirouelle, 1925. [De reis van Horace Pirouelle, vertaling en nawoord van John Fenoghen, uitgeverij Vleugels, 2022]
- Le Bar de l'amour, 1925.
- En joue!, 1925.
- Mort de Nick Carter, 1926.
- Corps perdu, 1927.
- Le Coeur d'or, 1927.
- Le Nègre, 1927.
- Les Dernières Nuits de Paris, 1928.
- Le Roi de la vie, 1928.
- Le Grand Homme, 1929.
- Les Moribonds, 1934.